# Antoine Senard
Cet article concerne un athlète. Pour l'avocat et homme politique français, voir Jules Senard.
Pour les articles homonymes, voir Senard.
Antoine Senard (né le 2 février 2000 à Liège (Belgique)) est un athlète franco-belge spécialiste du cross-country, disputant les compétitions internationales sous les couleurs de la France.

## Biographie
Antoine Senard a la double nationalité franco-belge. Il opte pour la nationalité sportive française.
Il est médaillé de bronze en cross par équipes espoirs lors des Championnats d'Europe de cross-country 2021 à Dublin et médaillé d'argent dans la même épreuve lors des Championnats d'Europe de cross-country 2022 à Turin.
Il est pour la première fois sélectionné en équipe de France pour une compétition senior lors des Championnats d'Europe de cross-country 2023 à Bruxelles ; il y remporte la médaille d'or du relais mixte avec Alexis Miellet, Bérénice Cleyet-Merle et Sarah Madeleine.

## Palmarès
| Date | Compétition                                    | Lieu      | Résultat | Épreuve           | Temps   |
| ---- | ---------------------------------------------- | --------- | -------- | ----------------- | ------- |
| 2021 | Championnats d'Europe de cross-country espoirs | Dublin    | 3e       | Cross par équipes | 36 pts  |
| 2022 | Championnats d'Europe de cross-country espoirs | Turin     | 2e       | Cross par équipes | 14 pts  |
| 2023 | Championnats d'Europe de cross-country         | Bruxelles | 1re      | Relais mixte      | 19 s 44 |